# Хом-Лейк (тауншип, Миннесота)
Хом-Лейк (англ. Home Lake) — тауншип в округе Норман, Миннесота, США. На 2000 год его население составило 184 человека.

## География
По данным Бюро переписи населения США площадь тауншипа составляет 93,4 км², из которых 93,0 км² занимает суша, а 0,4 км² — вода (0,42 %).

## Демография
По данным переписи населения 2000 года здесь находились 184 человека, 66 домохозяйств и 55 семей.  Плотность населения —  2,0 чел./км².  На территории тауншипа расположено 69 построек со средней плотностью 0,7 построек на один квадратный километр. Расовый состав населения: 93,48 % белых, 1,09 % коренных американцев, 0,54 % азиатов и 4,89 % приходится на две или более других рас. Испанцы или латиноамериканцы любой расы составляли 1,09 % от популяции тауншипа.
Из 66 домохозяйств в 39,4 % воспитывались дети до 18 лет, в 74,2 % проживали супружеские пары, в 3,0 % проживали незамужние женщины и в 15,2 % домохозяйств проживали несемейные люди. 13,6 % домохозяйств состояли из одного человека, при том 4,5 % из — одиноких пожилых людей старше 65 лет. Средний размер домохозяйства — 2,79, а семьи — 3,07 человека.
31,0 % населения — младше 18 лет, 3,8 % — в возрасте от 18 до 24 лет, 25,0 % — от 25 до 44, 27,7 % — от 45 до 64, и 12,5 % — старше 65 лет. Средний возраст — 38 лет. На каждые 100 женщин приходилось 97,8 мужчин.  На каждые 100 женщин старше 18 приходилось 108,2 мужчин.
Средний годовой доход домохозяйства составлял 40 417 долларов, а средний годовой доход семьи —  40 750 долларов. Средний доход мужчин —  25 833  доллара, в то время как у женщин — 20 500. Доход на душу населения составил 15 358 долларов. За чертой бедности находились 16,7 % семей и 9,6 % всего населения тауншипа.